# 德拉戈·约沃维奇
德拉戈·约沃维奇（羅馬化：Drago Jovović，1954年12月2日—），塞尔维亚男子手球运动员。他曾代表南斯拉夫国家队参加1980年夏季奥林匹克运动会手球比赛，获得第6名。